# Кумбайколь
Кумбайколь (каз. Құмбайкөл) — болото в Костанайском районе Костанайской области Казахстана. Находится в 4 км к юго-западу от села Ломоносовка.
По данным топографической съёмки 1944 года являлось озером. Площадь поверхности болота составляет 2,31 км². Наибольшая длина болота — 2,2 км, наибольшая ширина — 1,7 км. Длина береговой линии составляет 6 км, развитие береговой линии — 1,11. Болото расположено на высоте 200,6 м над уровнем моря.